# Pisma (Platon)
Pisma so v sklopu Corpusa Platonicuma zadnji del devete tetralogije in s tem tudi zaključek celotnega Corpusa. Pisma tako zajemajo 13 pisem, ki jih je Platon poslal drugim oz. so ti jih poslali njemu. Glavni pomen teh pisem je razlaganje njegove filozofije na podlagi resničnega življenja. Pristnost nekaterih pisem je vprašljiva, saj je zbirka trinjastih pisem izpričana šele od začetka našega štetja. Večina pisem je biografsko povezanih s Platonovim političnim udejstvovanjem na sirakuškem dvoru, ko je hotel pridobiti naklonjenost Diona, prestolonaslednika za Dionizijem Prvim. Pisma se vklaplajo v zgodovinski okvir spora med Dionom (stric) in Dionizijevim sinom Dionizijem mlajšim (nečak), njune vzopne in padce v boju za sirakuški prestol. Dionu je Platon večinoma pozitivno naklonjen, čeprav ga v pismih opominja ali pa se spominja na nekatere njegove značajske šibkosti. V zvezi z Dionizijem mlajšim pa se Platon večinoma brani pred obtožbami Dionizja in njegovega dvora, ali pa Dionizija pouči o nekaterih filozofskih vprašanjih.
Po prezgodnji smrti Diona, ki ga je umoril uzorpator Kalip, se je Platon usmeril na Dionizijevega sina Dionizija mlajšega, ki pa je imel manj posluha za filozofijo. Politični eksperiment v enem od takratnih najmočnejših grških polisov se je v obeh primerih končal za Platona neuspešno. Razloge za spornost nekaterih pisem velja iskati v priljubljenosti pisanja pisem v govorniških šolah, kjer so se govorniki urili s pisanjem pisem pod imeni raznih zgodovinskih osebnosti.
Za avtorsko najmanj sporno pismo ter biografsko in filozofsko najpomembnejše velja Sedmo pismo.

## Prvo pismo 309a - 310b
Prvo pismo je naslovljeno na Dionizija mlajšega. Platon se v pismu čuti užaljenega zaradi grobe in neprijazne odslovitve s sirakuškega dvora in napoveduje tiranu temno prihodnost.
Pismo verjetno ni pristno in je nastalo v kateri od govorniških šol. V pismu sta ohranjena fragmenta pesnitev dveh neznanih avtorjev.

## Drugo pismo 309c - 315a
Drugo pismo je ponovno namenjeno Dioniziju mlajšemu, a za razliko od prvega pisma je nekoliko daljše. Dionizij je v Atene odposlal Arhedema, sicilskega odposlanca in učenca Platonovega prijatelja pitagorejca Arhita Tarentskega. Preko odposlanca naj bi Dionizij Platona in njegovo drubo opomnil, naj se vzdržijo slabih besed in dejanj proti njemu. Platon v pismu zavrne očitke in obtožbe, ki bi neposredno izhajale od njega.

### Vsebina
V nadaljevanju pisma izpostavi pomembnost njunega medsebojnega odnosa, ki ni samo predmet aktualnih govoric, pač pa se bo o njunem odnosu govorilo tudi v oddaljeni prihodnosti. Sam ni dolžan izraziti Dioniziju spoštovanja, saj bi bilo to videti, kot da se klanja njegovi politični moči in bogastvu. Toliko bolj se mu zdi primerno, da Dionizij prej prizna spoštovanje njemu, Platonu, saj bo s tem izkazal spoštovanje tudi filozofiji.
Drugi del pisma je zgoščen odgovor na Dionizijevo vprašanje o naravi Prvega, božanskega počela, na katerega se zdi odgovor razen s pomočjo posredovanja ugank nemogoč. Seznanjanje s temi nauki zahteva veliko truda in navdušenja v medsebojnem ustmenem pogovoru. Zgolj iz zapisane besede se ni mogoče poučiti o prvih resničnostih. V pismu se nahaja znani citat vzporeden s citatom v Sedmem pismu, 341c , na katerega se sklicujejo interpreti, ki poudarjajo Platonov nezapisani nauk:
»Zaradi teh (razlogov) o teh rečeh jaz nisem nič pisal niti ne obstaja kakšen Platonov spis niti ne bo obstajal to pa, o čemer se zdaj govori, pripada Sokratu, ki je postal lep in nov (καλός καί νέος).«
Kot piko na i pomembnosti tega sporočila, Platon zahteva od Dionizija, da to pismo sežge. V zaključku so vsebovani razni manj pomembni post scriptum odgovori.

### Pristnost
Argument proti pristnosti so nekatera pojavljanja novopitagorejskih izrazov in počel (npr. trojstvo) ter nekatera zgodovinska razhajanja, na primer tisto o poznanstvu med Dionizijem in Platonovim nečakom Spevzipom. O slednjem ostali viri ne poročajo, da bi kdaj potoval na Sicilijo.
Argumenti za pristnost so poznanstvo in delno vsebinsko prepletenost Platonove filozofije s filozofijo pitagorejcev kot tudi kategorična Platonova izjava, da o najvišjih resničnostih ni ničesar zapisal in tudi ne bo.

## Tretje pismo 315b - 319e
Naslovnik Tretjega pisma je Dionizij mlajši. Platon želi v pismu zavrniti Dionizijeve očitke, da je zaviral preobrazbo tiranije v kraljevino in ustanavljanje novih grških polisov na Siciliji, ki so bili predhodno porušeni v vojnah. Platon očitke zavrne in odgovarja, da je imel zgolj omejen vpliv na pripravo zakonodaje. Njegov pispevek so pretežno uvodi v zakone, ki pa so bili naknadno spremenjeni, zato zanje ne sprejema odgovornosti. V drugi polovici pisma Platon obsoja krajo Dionovega premoženja in izgon Dionovega sorodnika Heraklejda.
Ker je preveč vsebinskih ponavljanj iz zaključka v Sedmem pismu in ker stilistično kaže na vplive Sokratove Apologije, verjetno ni pristno, kar pa med komentatorji Platona ni dorečeno.

## Četrto pismo 320a - 321c
Četrto pismo je naslovljeno na Diona. Umešča se v čas, ko je med Dionom in Dionizijem potekala državljanska vojna, v kateri je kasneje zmagal Dion. Večinoma ga spodbuja v političnih prizadevanjih in opominja, naj ne pozabi na krepostno življenje.
Glede na dolžino kratkega pisma je težko ugotoviti njegovo avtentičnost.

## Peto pismo 321c - 322c
Peto pismo je naslovljeno na Perdika III., makedonskega vladarja v letih 365-359 in starejšega Filipovega brata in nima nobene povezave s sicilskimi spletkami med Dionom in Dionizijem mlajšim.
Perdik je predhodno dal pobudo za prihod političnega svetovalca iz vrst učencev Platonove Akademije. Platon mu kljub mladosti priporoča Evfraja, ki naj bi mu svetoval pri vodenju monarhije. V nadaljevanju zavne očitke, da se je  premalo politično udejstvoval v Atenah.
Pismo je verjetno nepristno. Ohranilo se je podobno, a tudi sporno, Sevzipovo pismo Filipu II., ki ponazarja vplive Platonove Akademije na makedonski dvor.

## Šesto pismo 322c - 323d
Šesto pismo je naslovljeno tri naslovnike na Hermiasa, premožnega tirana Atarneje v Troadi in njuna zaupnika Erasta in Korsika. Morda sta celo Platonova učenca, vsekakor Platon hvali njune vrline in Hermiasu priporoča prijatljstvo med vsemi tremi, ki ga na koncu podkrepi s pogodbeno osnovo in prisego neimenovanemu božanstvu.
Avtorstvo pisma je verjetno sporno, na posameznih mestih se lahko najdejo vzporednice z Drugim pismom: združitev modrosti in politike, zahteva, naj se v primeru spora, posvetujejo s Platonom in napotek, naj se pismo prebere večkrat. Če je Platonovo avtorstvo sporno, potem je verjetno, da je Šesto pismo napisal isti avtor kot Drugo, kolikor je seveda tudi pri tem sporno Platonovo avtorstvo.

## Sedmo pismo 323e - 352a
Glejte glavni članek Sedmo pismo.
Sedmo pismo je najbolj znano in tudi najdaljše in po mnenju filologov najbolj avtentično Platonovo pismo. V grobem je vsebinsko razdeljen na biografski in na filozofski del. Sprva se posveti pripovedovanju o predhodnih dogodkih, v okviru katerih opravičuje svoj (spodleteli) politični angažma na Siciliji nato pa poda svoje nasvete glede medicine, politike in izobrazbe v filozofiji.
V filozofskem delu opozarja na nezadostnostnost jezika in pisave pri spoznavanju resničnega bivajočega (tj. idej), ki je zadnja od petih stopenj spoznanja poleg 1. poimenovanja stvari, 2. opredelitve, 3. upodobitve in 4. védenja. Na koncu pisma zavrne, da bi se še vmešaval v politiko sirakuškega dvora in spodbudi Dionove privržence naj jim bo Dion za vzgled.

## Osmo pismo 352a - 357d
Osmo pismo je Platon posvetil »Dionovim domačim in prijateljem z najboljšimi željami«.
Platon jim tako svetuje, kako vzpostaviti politično ureditev po propadu oz. nezadovoljstvu s tiranijo na Siciliji.
Kot prvo povzame politično zgodovino Sicilije. Zaradi kartažanskega napada so Sirakuze postavile Dionizija Prvega kot tirana s polno oblastjo. Le tako so lahko preprečili razpad države, saj je bila celotna oblast združena v eni osebi. Hkrati pa so mu postavili tudi starejšega svetovalca Hiparina. Dionizij je rešil Sirakuze pred zunanjo nevarnostjo, toda s prenehanjem kartažanske nevarnosti je pričel obračunavati z notranjimi sovražniki.
Platon tako tudi svetuje vseh vpletenim, da naj poskušajo najti ustrezno rešitev, ki bi ustrezala vsem vpletenim, saj v nasprotnem primeru lahko država razpade in pride pod tuji jarem. Sam tako nastopa v vlogi razsodnika.
Zagovornikom tiranije svetuje, naj se odvrnejo od tiranske politične ureditve in naj rajši sprejmejo monarhijo. Za primer jim da peloponeški mestni državici Argos in Meseno. Tako jim predlaga, da naj v politiki vzpostavijo ravnovesje med služenjem in svobodo; naj sprejmejo zakone in postavijo kralje. Kraljevska oblast naj bo omejena s skupnim soglasjem ali pa naj ustvarijo podobni sistem kot v Sparti, kjer sta postavljena hkrati dva kralja, ki pa ju nadzoruje geruzija (svet starcev).
Zakone naj napišejo pooblaščeni ljudje (lahko tudi iz tujine), v katerih bo določeno, da imajo kralji oblast v verskih vsebinah in »vsem drugem, kar jim gre kot nekdanjim dobrotnikom«. Hkrati naj postavijo tudi svet petintridesetih mož, ki bodo nadzorovali kralje in hkrati imeli tudi vrhovno sodno oblast. Sodnike se naj izberejo iz bivših oblastnikov.
Pristnost pisma je zaradi nekaterih zgodovinskih netočnosti sporna, čeprav ga potrjujejo stilometrične analize.

## Deveto pismo 357e - 358b
Deveto pismo je eno krajših pisem, saj obsega le en daljši odstavek. Samo pismo je Platon poslal pitagorejcu Arhitu iz Tarenta, ki je bil Filolajev učenec in je tako spadal v skupino mlajših pitagorejcev. Pri njem je Platon dobil vpogled v pitagorejsko filozofijo. To pismo je odgovor na prvo pismo, ki ga je Arhit poslal Platonu po dveh kurirjih. V prvem pismu je tako govora o vplivu filozofije na politično življenje, kar Arhit zavrača, medtem ko Platon podpira .
V pismu tako na kratko opiše, kako je dobil pismo in bil seznanjen s položajem pitagorejcev v Tarentu, nato pa izpostavi naslednja dejstva:
- najprijetneje v življenju je, da se ukvarjamo z lastnimi stvarmi,
- človek ne obstaja le sam zase, ampak je del skupnosti (domovine, družine, prijateljskega kroga,…) in
- če nas skupnost pokliče na pomoč, se moramo temu klicu odzvati.

Pismo je verjetno nepristno in naj bi prikazovalo povezavo med Platonom in pitagorejci.

## Deseto pismo 358c
Deseto pismo zajema le tri povedi in je poslano Aristodoru, o katerem ni znano nič. Domneva se, da je pismo nepristno, saj kaže značilnosti dialogov tudi drugih del, ki so bila prepoznana kot nepristna.
Najpomembnejša trditev, ki je v tem delu izpostavljena, je: »Stanovitost, zvestoba in zdravje – trdim, da je to resnična filozofija, druge modrosti in odlike, ki težijo k drugim stvarem, pa po mojem mnenju imenujem pravilo, ko pravim, da so (zgolj) duhovnosti«.

## Enajsto pismo 358d - 359c
Enajsto pismo je tudi eno izmed pisem, katerih pristnost je dvomljiva. Platon je pisal Laodamantu, ki je bil doma na Tazosu, ki je takrat ustanavljal kolonijo Krenide.
Sprva Platon zavrne Laodamantovo povabilo, da ga obišče na Tazosu. Temu navkljub pa mu pošlje nasvet. Dobra družbena ureditev se ne ustvari s postavljanjem zakonov, ampak z ustanovitvijo posebnega organa, ki bi skrbel za premišljen in možat potek družbenega življenja. Pripadniki tega organa morajo biti vredni oblasti. V primeru, če se ne vzpostavi tak sistem, jim svetuje, da molijo k bogovom .
Pismo zaključi s: »Te reči si morate vnaprej vzeti k srcu – to je nujno -, obenem pa tudi razmišljati o tem, kar sem rekel. In ne bodite tako nerazumni, da bi se domišljali, da lahko kaj opravite brez težav!«

## Dvanajsto pismo 359d-e
Dvanajsto pismo zajema le dve daljši povedi in je še eno pismo Arhitu. Sam izvor pisma ni potrjen, tako da se domneva, da gre za nepristno pismo, saj ga hkrati tudi ni mogoče datirati.
V tem delu ni izpostavljeno nobeno filozofsko stališče, saj je Platon na začetku le potrdi, da je prejel Arhitovo pismo (po kurirjih) in priložene spise, katere bo prebral, hkrati pa bo po istih kurirjih nazaj pošilja ta odgovor in lastna dela.

## Trinajsto pismo 359e - 363e
Trinajsto pismo je zadnje pismo in hkrati zadnje delo v sklopu devete tetralogije.
Platon je pismo naslovil na ponovno ustoličenega sirakuškega tirana Dioniziju mlajšemu, ki je predtem izgnal svojega rivala in Platonovega ljubljemca Diona sirakuški tiran.
Platon v tem pismu svetuje svojemu nesojenemu učencu. Na začetku pisma mu tako pošilja nekatere izbrane filozofske spise in Helikona, filozofa, ki naj bi mu bil svetovalec. V nadaljevanju mu Platon opiše lastno družinsko stanje in stanje Dionizijevega premoženja v Atenah, nato niza podatke o raznih darilih.
Pismo vsebuje polno podrobnosti, ki pa jih je nemogoče preveriti, zato lahko v pristnost pisma upravičeno dvomimo.